# RD-58
Le RD-58 est un moteur-fusée à ergols liquides russe de 9 tonnes de poussée qui est utilisé pour propulser l'étage supérieur Bloc D des lanceurs russes Proton et Zenit, ainsi que la navette spatiale Bourane dans une version modifiée. Il s'agit d'un des premiers moteurs ayant mis en œuvre le cycle à combustion étagée. Du fait du quasi retrait du lanceur Zenit, la production de ce moteur est fortement réduite.

## Historique
Le premier moteur utilisant le cycle à combustion étagée est développé par le bureau d'études de Korolyov entre 1958 et 1960 sous la direction de l'ingénieur V.M. Melnikov. Les principes de fonctionnement du S1.5400 (11D33) avaient été mis au point dans le cadre de tests effectués au sol en 1958. Une pré-chambre de combustion, utilisant les ergols du lanceur, génère des gaz chauds qui entraînent la turbopompe avant d'être injectés dans la chambre de combustion. Cette technique avancée, innovation soviétique, permet d'obtenir une impulsion spécifique plus élevée (7 à 10%) que la technique du générateur de gaz utilisée jusque là. Le moteur résultant est utilisé à partir de 1960  sur l'étage supérieur Bloc L du lanceur Molnia  chargé de placer en orbite  les sondes spatiales du programme Venera et les satellites de télécommunications. À la fin des années 1960 Melinkov, toujours au sein du bureau d'études de Korolyov désormais OKB 1 (aujourd'hui RKK Energia), réemploie la technique mise au point pour le S1-5400 pour développer le RD-58 qui doit propulser le Bloc D, quatrième étage du nouveau lanceur lourd Proton. Le RD-58, qui brule un mélange de  kérosène et d'oxygène liquide, a une poussée de 85 kilonewton. Pour remplir les objectifs assignés à cet étage de fusée, le moteur peut être rallumé à plusieurs reprises. Le moteur-fusée  effectue son premier vol opérationnel en 1967 sur le lanceur Proton. Le Bloc D avec ce même moteur, forme le cinquième étage de le fusée géante N-1 dont tous les vols se concluront par des échecs. Plusieurs versions du RD-58 sont développées dont la version RD-58M utilisant du carburant synthétique haute performance, la syntine permettant d'accroitre l'impulsion spécifique de 3%. Le RD-58 est également mis en œuvre par la suite sur le lanceur Zenit pour placer des satellites de télécommunications en orbite géostationnaire  ainsi que des sondes spatiales sur une trajectoire interplanétaire.
Depuis le début des années 2010, le Bloc D est fortement concurrencé par l'étage Briz plus récent et plus souple d'emploi. Il n'est pratiquement plus utilisé que par le lanceur Zenit (pratiquement abandonné à la suite du conflit entre l'Ukraine et la Russie) malgré le développement d'une nouvelle version le Bloc DM-03 (en) : début 2018 les derniers exemplaires utilisés l'ont été en 2014 et 2015. Le moteur est construit par l'usine de mécanique de Voronej. Toutefois la dernière version motorisant le Bloc DM-03 est fabriquée par la société Krasmash implantée à Krasnoïarsk qui est également le constructeur du bloc DM et des missiles mer-sol balistiques stratégiques russes.

## Caractéristiques techniques
| Name                                 | RD-58        | RD-58M       | RD-58M (Tuyère en composite carbone)  | RD-58S          | RD-58Z       | RD-58MF       | 17D12            |
| ------------------------------------ | ------------ | ------------ | ------------------------------------- | --------------- | ------------ | ------------- | ---------------- |
| Indice GRAU                          | 11D58        | 11D58M       |                                       | 11D58S          | 11D58Z       | 11D58MF       |                  |
| Période développement                | 1964-1968    | 1970-1974    | 2000-2004                             | 1986-1995       | 1981-1990    | 2002-2009     | 1981-1987        |
| Rapport de mélange                   | 2,48         | 2,48         | 2,82                                  | ?               | 2,6          | 2,82          | ?                |
| Pression de la chambre de combustion | 78 bars      | 78 bars      | 79 bars                               | 79 bars         | 78 bars      | 79 bars       | 79 bars          |
| Poussée dans le vide                 | 83,4 kN      | 83,4 kN      | 85 kN                                 | 86 kN           | 71 kN        | 49 kN         | 86.24 kN         |
| Impulsion spécifique dans le vide    | 349 s.       | 356 s.       | 361 s.                                | 361 s.          | 361 s.       | 372 s.        | 362 s.           |
| Rapport de section de la tuyère      | 189          | 189          | 280                                   | 189             | 189          | 500           | 189              |
| Nombre allumages                     | 4            | 4            | 7                                     | 5               | 5            | ?             | 15               |
| Durée de fonctionnement              | 600 s.       | 700 s.       | 1200 s.                               | 680 s.          | 660 s.       | 660 s.        | 680 s.           |
| Longueur                             | 2,27 m       | 2,27 m       | 2,72 m                                | 2,27 m          | 2,27 m       | 2,27 m        | 2,27 m           |
| Diamètre                             | 1,17 m       | 1,17 m       | 1,4 m                                 | 1,17 m          | 1,17 m       | 1,17 m        | 1,17 m           |
| Masse                                | 300 kg       | 310 kg       | 340 kg                                | 310 kg          | 300 kg       | 230 kg        | 330 kg           |
| Étage de fusée                       | Bloc D       | Bloc DM      | Bloc DM-SL depuis 2003 et Bloc DM-SLB | Bloc DM-2M      | Bloc DM-SL   | Bloc DM-03    |                  |
| Lanceur                              | N-1          | Proton       | Zenit                                 | Proton          | Zenit        | Proton        | Bourane          |
| Premier vol                          | 10 mars 1967 | 26 mars 1974 | 10 juin 2003                          | 13 octobre 1994 | 28 mars 1999 | ?             | 15 novembre 1988 |
| Statut production                    | Arrêté       | Arrêté       | en production                         | Arrêté          | Arrêté       | en production | Arrêté           |
| Références                           | ,            | ,            | ,                                     | ,               | ,            | ,             | ,                |